# Clavier-Übung
Clavier-Übung – niemiecki termin (spotykany również bez znaku łącznika) często stosowany pod koniec XVII wieku oraz na początku XVIII wieku na określenie zbioru dzieł przeznaczonych do wykonywania na instrumencie klawiszowym. Termin ten kojarzony jest zazwyczaj ze zbiorami Johanna Sebastiana Bacha, jednakże nazewnictwo to utrwalił i spopularyzował Johann Kuhnau w 1689.
Do kompozytorów, którzy publikowali swoje dzieła pod tytułem Clavier-Übung należą m.in.:
- Johann Sebastian Bach:
  - Clavier-Übung I: Sześć partit(inne języki) (1726–1730)[1]
  - Clavier-Übung II: Koncert włoski i Uwertura w stylu francuskim (1735)[2]
  - Clavier-Übung III(inne języki) (1739)
  - Clavier-Übung (bez numeru): Wariacje Goldbergowskie (1741)
- Ferruccio Busoni:
  - Klavierübung (1918–1925)
- Christoph Graupner:
  - Leichte Clavier-Übungen (1730)
- Johann Ludwig Krebs:
  - Clavier-Ubung Bestehend in verschiedenen vorspielen und veränderungen einiger Kirchen Gesaenge (Norymberga, wyd. J.U. Haffner, 1744)
  - Clavier-Ubung Bestehend in einer [...] Suite [...] Zweyter Theil (Norymberga, wyd. J.U. Haffner, 1744)
  - Clavier-Ubung Bestehend in sechs Sonatinen […] IIIter Theil (Norymberga, wyd. J.U. Haffner, 1744)
- Johann Krieger:
  - Anmuthige Clavier-Übung (1698)
- Johann Kuhnau:
  - Neuer Clavier-Übung, erster Theil (1689)
  - Neuer Clavier-Übung, anderer Theil (1692)
- Vincent Lübeck:
  - Clavier Übung (1728)
- Georg Andreas Sorge:
  - Clavier Übung w trzech częściach: 18 sonat na klawesyn (1738–c.1745)
  - Clavier Übung w dwóch częściach: 24 preludia na organy lub klawikord (1739–1742)